# Collegio plurinominale Sicilia 1 - 01 (2017)
Il collegio elettorale plurinominale Sicilia 1 - 01 è stato un collegio elettorale plurinominale della Repubblica Italiana per l'elezione della Camera tra il 2017 ed il 2022.

## Territorio
Come previsto dalla legge elettorale italiana del 2017, il collegio era stato definito tramite decreto legislativo all'interno della circoscrizione Sicilia 1.
Il collegio comprendeva la zona definita dai tre collegi uninominali Sicilia 1 - 01 (Palermo), Sicilia 1 - 02 (Palermo) e Sicilia 1 - 03 (Palermo).

## Dati elettorali

### XVIII legislatura
Come previsto dalla legge elettorale, 386 deputati erano eletti in 63 collegi plurinominali con ripartizione proporzionale a livello nazionale tra le coalizioni e le singole liste che avessero superato la soglia di sbarramento stabilita.
Nel collegio venivano eletti 7 deputati.
| Liste          | Liste                                | Proporzionale | Proporzionale | Proporzionale | Maggioritario | Maggioritario | Maggioritario |  |
| Liste          | Liste                                | Voti          | %             | Seggi         | Voti          | %             | Seggi         |  |
| -------------- | ------------------------------------ | ------------- | ------------- | ------------- | ------------- | ------------- | ------------- |  |
|                | Movimento 5 Stelle                   | 148 223       | 46,09         | 2             | 148 223       | 46,09         | 3             |  |
|                | Forza Italia                         | 69 326        | 21,56         | 1             | 100 039       | 31,11         | –             |  |
|                | Lega                                 | 15 276        | 4,75          | –             | 100 039       | 31,11         | –             |  |
|                | Fratelli d'Italia                    | 9 368         | 2,91          | –             | 100 039       | 31,11         | –             |  |
|                | Noi con l'Italia – UDC               | 6 069         | 1,89          | –             | 100 039       | 31,11         | –             |  |
|                | Partito Democratico                  | 39 378        | 12,24         | –             | 47 881        | 14,89         | –             |  |
|                | +Europa                              | 6 688         | 2,08          | –             | 47 881        | 14,89         | –             |  |
|                | Italia Europa Insieme                | 1 171         | 0,36          | –             | 47 881        | 14,89         | –             |  |
|                | Civica Popolare                      | 644           | 0,20          | –             | 47 881        | 14,89         | –             |  |
|                | Liberi e Uguali                      | 14 685        | 4,57          | 1             | 14 685        | 4,57          | –             |  |
|                | Il Popolo della Famiglia             | 3 901         | 1,21          | –             | 3 901         | 1,21          | –             |  |
|                | Potere al Popolo!                    | 3 423         | 1,06          | –             | 3 423         | 1,06          | –             |  |
|                | Italia agli Italiani (FN - MSFT)     | 1 073         | 0,33          | –             | 1 073         | 0,33          | –             |  |
|                | CasaPound                            | 994           | 0,31          | –             | 994           | 0,31          | –             |  |
|                | Partito Comunista                    | 870           | 0,27          | –             | 870           | 0,27          | –             |  |
|                | Lista del Popolo per la Costituzione | 497           | 0,15          | –             | 497           | 0,15          | –             |  |
| Totale         | Totale                               | 321 586       | 100           | 4             | 321 586       | 100           | 3             |  |
|                |                                      |               |               |               |               |               |               |  |
| Schede bianche | Schede bianche                       | 1 713         | 0,52          |               |               |               |               |  |
| Schede nulle   | Schede nulle                         | 9 088         | 2,73          |               |               |               |               |  |
| Votanti        | Votanti                              | 332 387       | 60,35         |               |               |               |               |  |
| Elettori       | Elettori                             | 550 786       |               |               |               |               |               |  |

## Eletti

### Eletti nei collegi uninominali
| Collegio uninominale             | Eletto | Eletto           | Partito |
| -------------------------------- | ------ | ---------------- | ------- |
| 1. Palermo-Resuttana-San Lorenzo |        | Aldo Penna       | M5S     |
| 2. Palermo-Libertà               |        | Giorgio Trizzino | M5S     |
| 3. Palermo-Settecannoli          |        | Roberta Alaimo   | M5S     |

1. ↑  In data 24.03.2021 aderisce al gruppo misto, non iscritti; in data 08.04.2022 alla componente «Azione-+Europa-Radicali Italiani»; in data 25.08.2022 torna nei non iscritti.
2. ↑  In data 21.06.2022 aderisce al gruppo Insieme per il futuro.

### Eletti nella quota proporzionale
| Movimento 5 Stelle               | Forza Italia    | Liberi e Uguali   |
| -------------------------------- | --------------- | ----------------- |
|                                  |                 |                   |
| Adriano Varrica Valentina D'Orso | Francesco Scoma | Erasmo Palazzotto |

1. ↑  In data 15.05.2020 aderisce al gruppo Italia Viva; in data 23.09.2021 al gruppo Lega per Salvini Premier.
2. ↑  In data 16.03.2022 aderisce al gruppo Partito Democratico.